# 德米特里·格里戈里耶维奇·诺维科夫
德米特里·格里戈里耶维奇·诺维科夫（羅馬化：Dmtriy Georgiyevich Novikov；1969年9月12日—）是俄罗斯政治人物，俄罗斯联邦共产党党员，第五、六、七、八届国家杜马代表。他是国家杜马国际事务委员会第一副主席。他曾在布拉戈维申斯克国立师范学院接受教育。他获得了历史科学副学士学位。

## 制裁
2022年俄乌战争后，诺维科夫受到美国财政部和英国政府的制裁。